# Czarna Dama (film)
Czarna Dama – polski film fabularny w stylu noir z 2021 w reżyserii Krzysztofa Szubzdy i Łukasza Seweryńskiego. Ujęcia do filmu realizowano w Białymstoku i Tykocinie.

## Obsada aktorska
- Izabela Wilczewska − Iga Kryńska
- Krzysztof Zemło − Ignacy
- Adam Woronowicz − doktor Ginzburg
- Krzysztof Bitdorf − Stefan Kryński
- Krzysztof Dzierma − Wacław (Rejent)
- Andrzej Zaborski − Mikołaj Kawelin
- Adam Neczyperowicz − Stepaniuk
- Ryszard Doliński - Prorok
- Katarzyna Siergiej - Bronka
- Błażej Piotrowski - Sasza Druskin
- Mariusz Orzełek - Nadkomisarz Pierso
- Pavel Kryksunou - taksówkarz Paszka
- Adam Zieleniecki - Neumark
- Michał Jarmoszuk - dziennikarz
- Alicja Bach - Sąsiadka
- Dariusz Szada-Borzyszkowski - Enoch

## Fabuła
Akcja filmu rozgrywa się na Podlasiu w okresie   dwudziestolecie międzywojennego. Film jest inspirowany prawdziwymi wydarzeniami i przedstawia kryminalną historię tajemniczej kobiety.  Iga (Izabela Wilczewska) wraca do rodzinnego Białegostoku. Okazuje się, że w prowincjonalnym mieście, którym był wtedy Białystok, gdzie przeplatały się historie tajemniczej podlaskiej sekty, polskich i rosyjskich sąsiadów oraz mafijnych interesów żydowskiego półświatka, trudno znaleźć dla siebie schronienie.